# Епископски савјет Православне цркве у Црној Гори
Епископски савјет Православне цркве у Црној Гори је бивше савјетодавно црквено тијело, које је постојало у периоду од 2006. до 2021. године. Био је састављен од архијереја Српске православне цркве чије се епархије у цјелини или мањим дијелом налазе на подручју Црне Горе, а то су:
- Митрополија црногорско-приморска (у цјелини)
- Епархија будимљанско-никшићка (у цјелини)
- Епархија милешевска (дјелимично)
- Епархија захумско-херцеговачка и приморска (дјелимично)

## Статус и назив Епископског савјета
Пошто је био основан као интерно црквено тјело, које је имало првенствено савјетодавни карактер, Епископски савјет никада није био формално регистрован код надлежних дравних власти, те самим тим ни израз Православна црква у Црној Гори није имао јавно-правни карактер, у смислу постојања посебног правног лица под тим називом. Указујући на то питање, владика Јоаникије (Мићовић) је 2021. године изричито нагласио: "Већи значај имају епархије, јер Епископски савјет није регистрован на нивоу државе, а наше епархије постоје као правна лица".
С обзиром на интерни карактер Епископског савјета, у раду тог тјела равноправно је употребљаван и израз: Епископски савјет Српске православне цркве у Црној Гори.
Општи израз Православна црква у Црној Гори, који се користио у називу Епископског савјета,  био је описне природе, пошто је имао регионално значење, тако да је за вријеме постојања поменутог тијела, у периоду од 2006. до 2021. године, био употребљаван за означавање органског дијела Српске православне цркве на подручју Црне Горе. Под изразом Православна црква у Црној Гори није се подразумијевало постојање посебне аутономне цркве, пошто је Епископски савјет био искључиво савјетодавног карактера и служио је само као радно тијело за координацију међу локалним владикама.

## Оснивање Епископског савјета
Епископски савјет Православне цркве у Црној Гори конституисан је одлуком Светог архијерејског сабора Српске православне цркве (АС бр. 95/зап. 208) од 26. маја 2006. године у духу очувања јединства Српске православне цркве и вјековног поретка древне Пећке патријаршије, поштyjући углед Митрополије црногорске и њену историјску улогу у животу Црне Горе која је поново стекла своју државност и ради што успјешнијег остваривања спасоносне мисије Цркве.
У дјелокругу рада Епископског савјета Православне цркве у Црној Гори биле су епархије Српске православне цркве: Митрополија црногорско-приморска и Епархија будимљанско-никшићка (у цјелини), као и дијелови епархија Милешевске и Захумско-херцеговачке.
До конституисања Епископског савјета дошло је уз ослонац на праксу из претходних година.
Након обнове Епархије будимљанско-никшићке (2001) и устоличења новоизабраног будимљанско-никшићког епископа Јоаникија Мићовића (2002), православни хришћани у Црној Гори су по први пут након скоро пола вијека добили и другог столујућег јерарха (поред цетињског) на својој територији, након чега је у септембру 2003. године одржан и савјет свих епископа чије епархије у цјелини или делимично покривају подручје Црне Горе, а слични састанци су повремено одржавани и током наредних година.
Након проглашења државне независности Црне Горе (2006), стекли су се предуслови за образовање сталног Епископског савјета, по узору на раније основане епископске савјете у Хрватској и Босни и Херцеговини.

## Дјелатност Епископског савјета
Епископски савјет Православне цркве у Црној Гори сачињавали су епископи епархија Црногорско-приморске, Будимљанско-никшићке, Милешевске и Захумско-херцеговачке. Епископским савјетом је предсједавао архиепископ цетињски и митрополит црногорско-приморски. Ово тијело се састајало по потреби, ради савјетовања и доношења одлука из надлежности Епископског савјета.
Једна од основних дужности Епископског савјета Православне цркве у Црној Гори је била да у сарадњи са државом Црном Гором и њеним надлежним органима покрене и да помаже израду и доношење Закона о положају Православне цркве и различитих вјерских заједница у Црној Гори и да предузме све потребне мјере у циљу заштите свеукупне духовне и материјалне, покретне и непокретне имовине Православне цркве у Црној Гори, као и на доношењу Закона о реституцији национализоване и одузете црквене имовине послије Другог свјетског рата.
О своме раду Епископски савјет Православне цркве у Црној Гори је био дужан, сходно утемељеном канонском поретку, да извјештава Свети архијерејски сабор Српске православне цркве.
На сједници одржаној 1. децембра 2006. године на Цетињу, Епископски савјет је разматрао низ питања која су се односила на будуће уставно регулисање положаја вјерских заједница у Црној Гори. Тим поводом је закључено да би у новом уставу, који је у то вријеме био у припреми, требало задржати основна рјешења из дотадашњег Устава Црне Горе (1992). Истога дана, чланови Епископског савјета састали су се и са Филипом Вујановићем, тадашњим Предсједником Црне Горе, који је такође боравио на Цетињу. Том приликом, вођени су разговори о низу питања из области црквено-државних односа, а предсједнику Вујановићу су саопштени и ставови Епископског савјета о будућим уставним рјешењима.

## Укидање Епископског савјета
До краја свог постојања, Епископски савјет се бавио првенствено црквеним питањима, као и појединим друштвеним питањима од значаја за православну вјеру, доседно настојећи да у јавном животу остане изван страначке политике.
Одлуком Светог архијерејског сабора СПЦ од маја 2021. године укинути су епископски савјети у разним црквеним областима.